# Betty Blue
Betty Blue is de Engelse titel van de Franse film 37°2 le matin uit 1986 van Jean-Jacques Beineix, tevens de titel waaronder de film wereldwijd bekend werd. In de hoofdrollen spelen Béatrice Dalle en Jean-Hugues Anglade. Het is de debuutfilm voor Béatrice Dalle.
Dalle vertolkt de rol van een jonge vrouw, Betty, die langzaamaan aan haar eigen onstuimigheid en passie ten onder gaat. Anglade speelt Zorg, haar tien jaar oudere vriend, een schrijver met een jarenlange schrijversblok. De film heeft thematisch nogal wat overeenkomsten met de bekende Nederlandse film Turks Fruit. De film is gebaseerd op het boek 37°2 le matin uit 1985 van Philippe Djian.
Er zijn twee versies: de originele versie van rond de twee uur en de director's cut die meer dan drie uur duurt, en aanzienlijk meer scènes bevat.

## Erkenning
De film werd genomineerd voor de César voor beste film, de Oscar voor beste niet-Engelstalige film, de Golden Globe Beste buitenlandse film en de British Academy Film Award voor Beste anderstalige film. 
Jean-Jacques Beineix werd genomineerd voor de César voor beste regisseur. Béatrice Dalle werd genomineerd voor de César voor beste actrice, Jean-Hugues Anglade voor de César voor beste acteur, Clémentine Célarié voor de César voor beste vrouwelijke bijrol, Gérard Darmon voor de César voor beste mannelijke bijrol. Op het Internationaal filmfestival van Montreal won de film de prestigieuze Grand Prix des Amériques en een populariteitsprijs.

## Trivia
In The slit eye, the scorpion and the sign of the cross: surrealist film theory and practice revisited vergelijkt Ramona Fotiade de representatie van de vrouwelijke figuur en het thema van het oog in de films "Un Chien andalou" van Luis Buñuel met deze film. In "Un Chien andalou" symboliseert het gespleten oog het mannelijke verlangen en de passieve vrouwelijke onderwerping, terwijl in "Betty Blue" de hoofdpersoon een initiatieke afdaling naar waanzin doormaakt, culminerend in zelfverminking waarbij ook het oog een symbolische rol speelt. De tekst benadrukt hoe de vrouw in "Betty Blue" actief en strijdvaardig is, in tegenstelling tot de passieve vrouw in "Un Chien andalou". Deze onderwerping van de vrouw was veelvoorkomend bij surrealistische tak van de Franse avant-gardecinema uit de jaren 20 maar wordt de laatste jaren steeds vaker bekritiseerd. In plaats van de focus op de onderbewuste verlangens naar de psychoanalyse van Sigmund Freud, verschuift het steeds vaker naar Jacques Lacan's theorieen.  

## Rolverdeling
| Acteur               | Personage                              |
| -------------------- | -------------------------------------- |
| Jean-Hugues Anglade  | Zorg                                   |
| Béatrice Dalle       | Betty                                  |
| Gérard Darmon        | Eddy                                   |
| Consuelo De Haviland | Lisa                                   |
| Clémentine Célarié   | Annie                                  |
| Jacques Mathou       | Bob                                    |
| Vincent Lindon       | Richard, de jonge politieagent         |
| Jean-Pierre Bisson   | De commissaris (in de complete versie) |
| Dominique Pinon      | Drugsdealer (in de complete versie)    |
| Bernard Hug          | (in de complete versie)                |
| Catherine D'At -     |                                        |
| Claude Aufaure       | Dokter Martin                          |
| Louis Bellanti       | Mario                                  |
| Dominique Besnehard  | Klant in pizzeria                      |
| Raoul Billerey       | Oude politieagent                      |